# Agaricomycotina
Underrækken Agaricomycotina er et af tre taxa af Svampe-rækken Basidiomycota (svampe der bærer sporer på basidier). Agaricomycotina indeholder ca. 20.000 arter, og omkring 98 % af disse findes i klassen Agaricomycetes, som omfatter de fleste af de svampe der kendes som 'paddehatte', herunder skivesvampe og støvbolde. Arter i Agaricomycotina som ikke hører til Agaricomycetes er typisk uregelmæssigt formede svampe og mikroskopiske svampe som f.eks. gærsvampe; disse er samlet i klasserne Tremellomycetes og Dacrymycetes.

## External links
- Tree of Life Agaricomycotina Arkiveret 13. september 2015 hos  Wayback Machine
- Hymenomycetes Arkiveret 17. november 2015 hos  Wayback Machine at the Tree of Life Web Project